# Guillermo Lorca

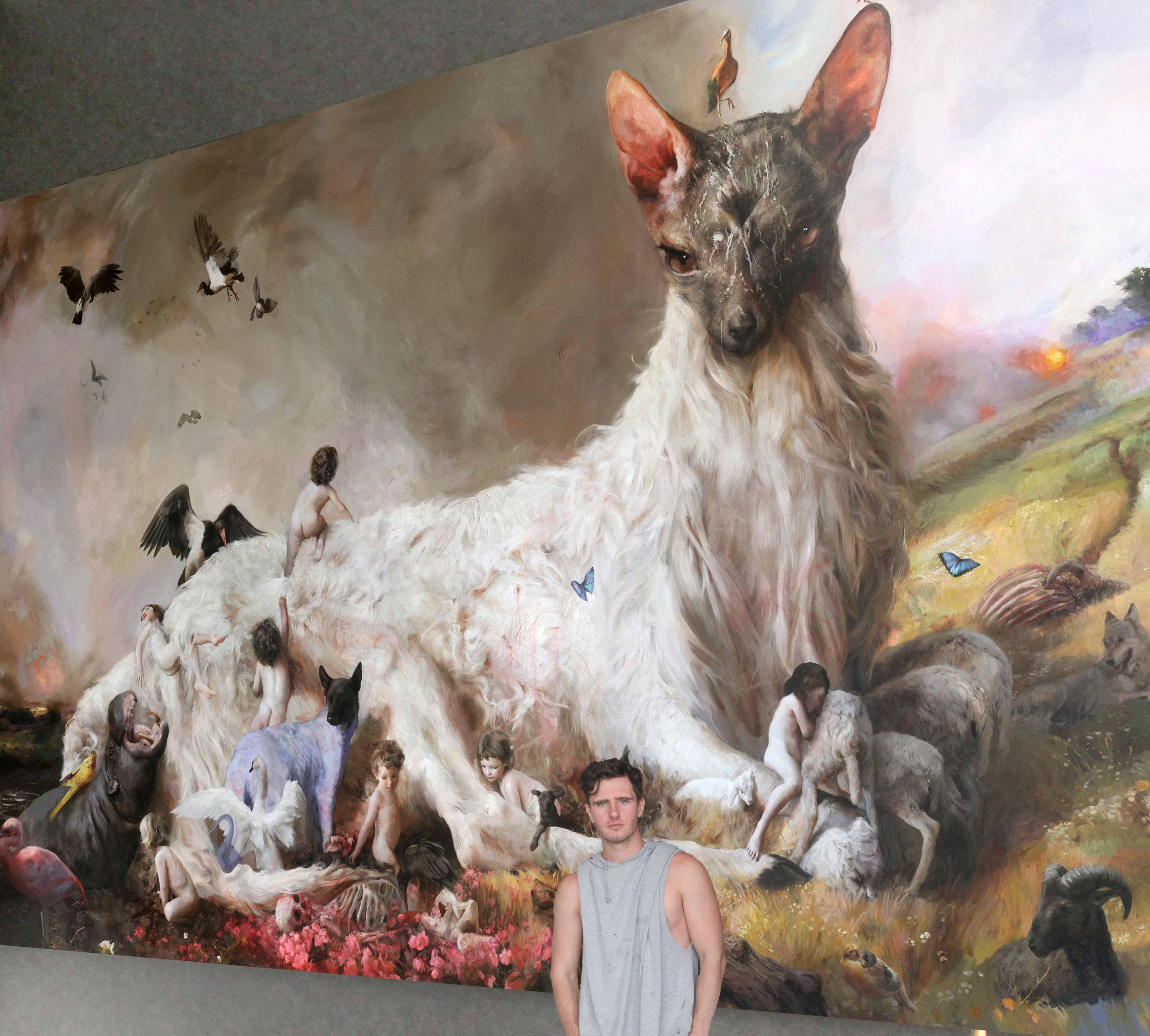
Fotografía de su obra "La Emperatriz", al centro e inferior aparece Lorca.

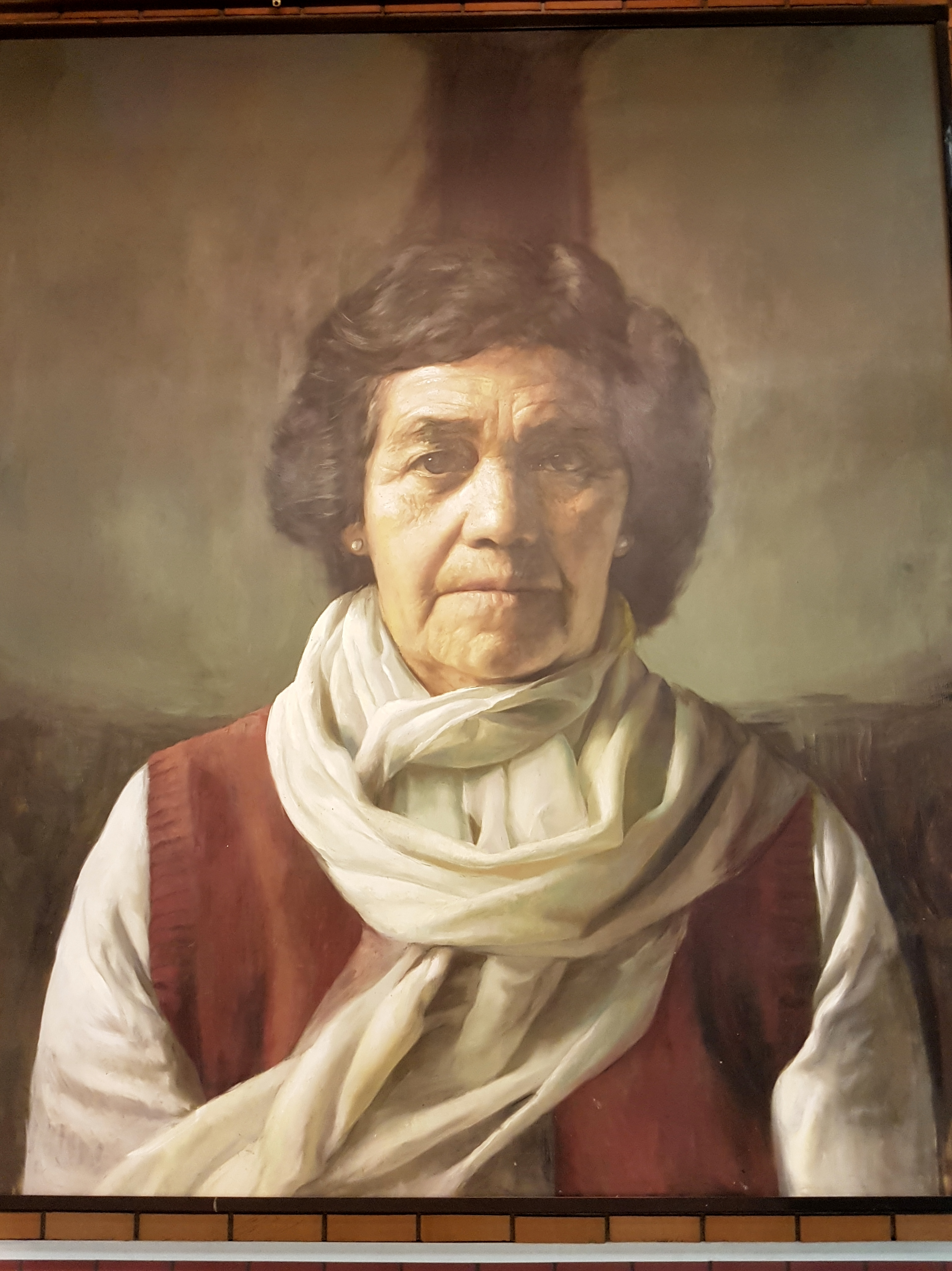
Retrato en Metro Baquedano, figura.

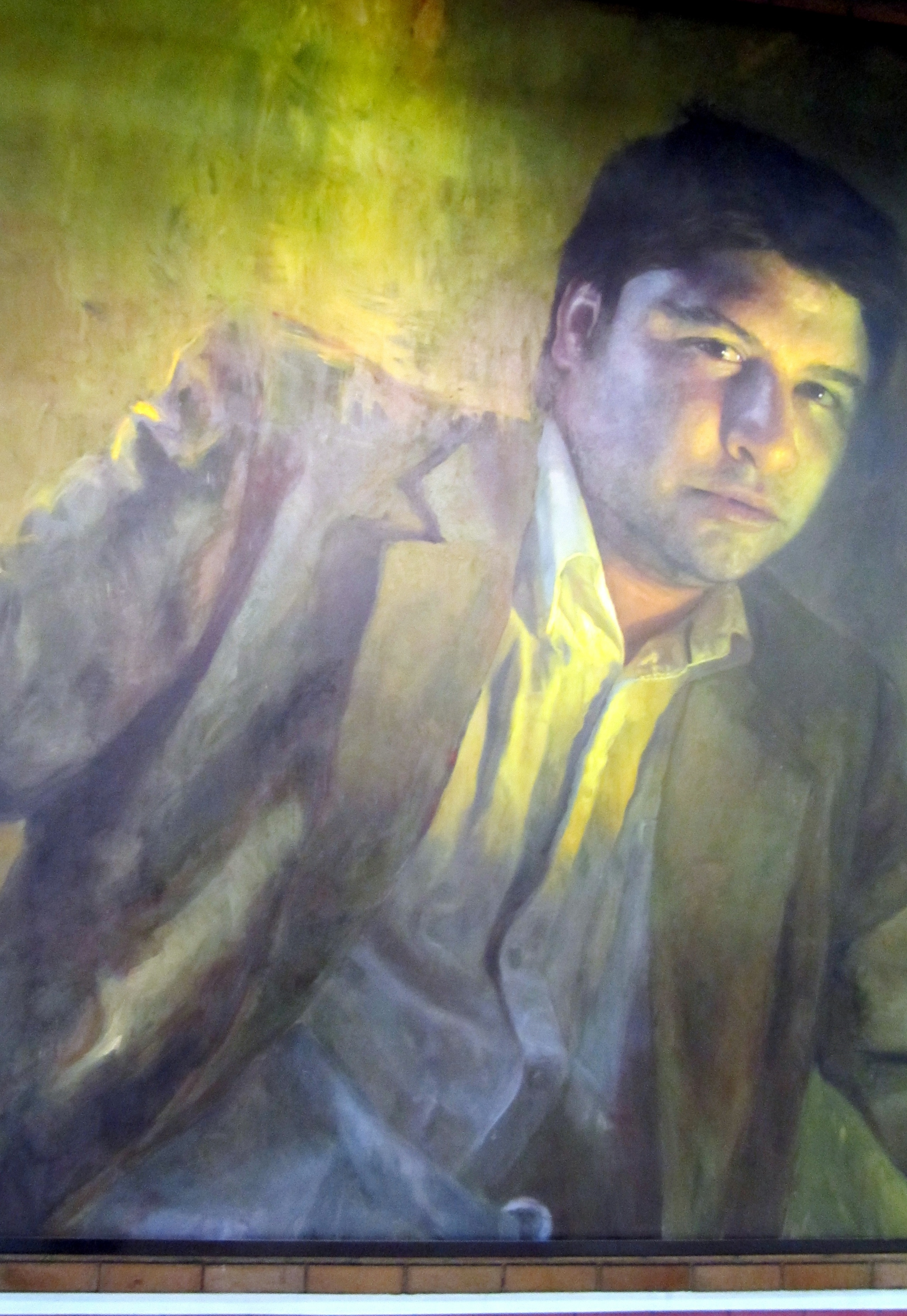
Retrato en Metro Baquedano, figura 03.

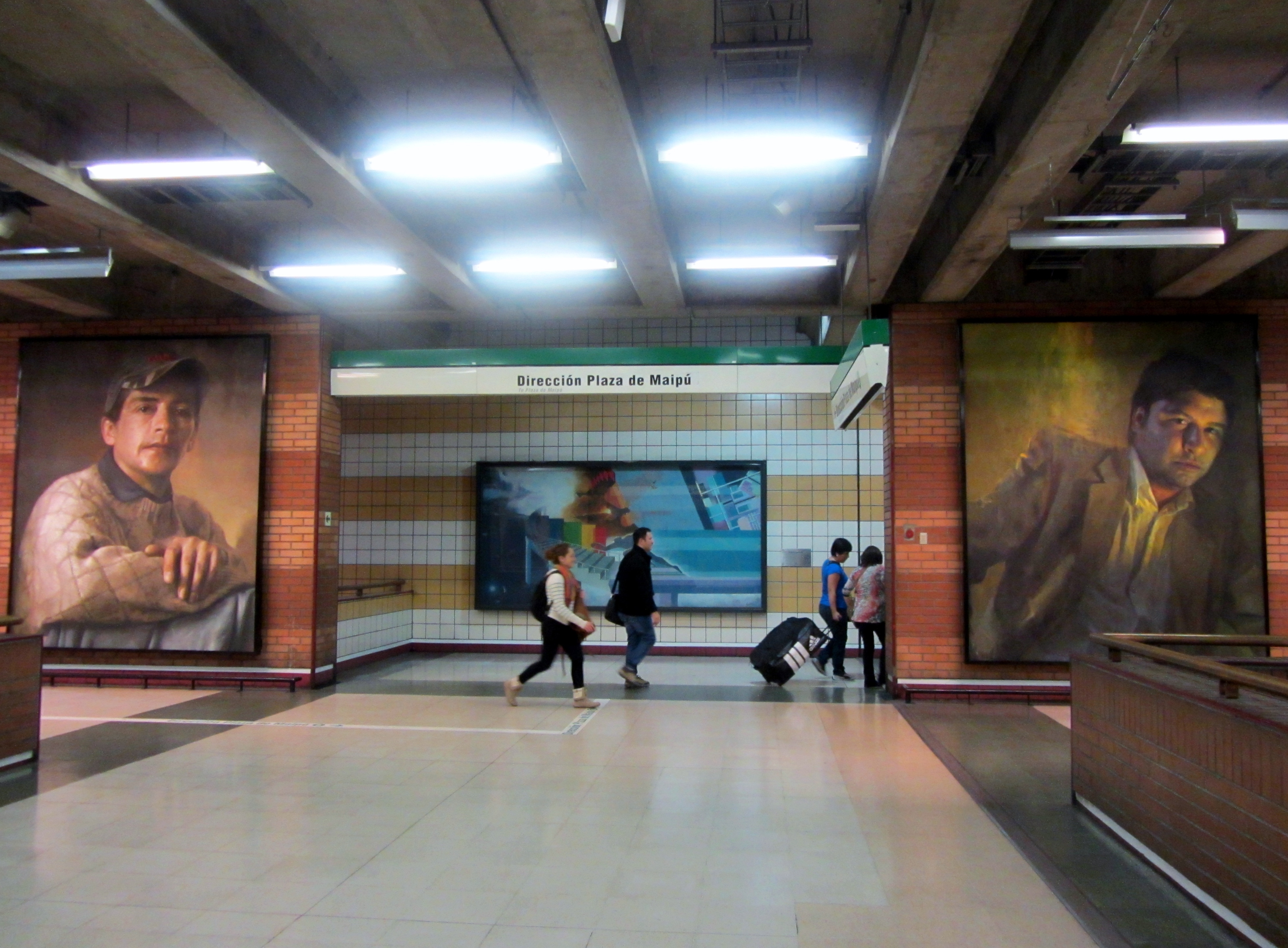
Retratos en Metro Baquedano.

Guillermo Andrés Lorca García-Huidobro (Santiago de Chile, 14 de marzo de1984)es un pintor chileno, que destaca por su rol en la pintura figurativa contemporánea. Con un estilo neobarroco, combina el clasicismo con un imaginario onírico. Su obra se caracteriza por la representación de escenas que transitan entre la magia y el realismo.Sus pinturas de gran formato, influenciadas por artistas como Rubens, Doré y Velázquez, exploran la tensión entre la infancia y lo salvaje, la belleza y el peligro.

## Primeros años de vida
Es hijo del abogado Rafael Luis Lorca Le Roy y, de la periodista y escritora María Beatriz García-Huidobro Moroder, tiene una hermana y hermano. Estudió en el Colegio los Sagrados Corazones de Manquehue.Desde los 16 años, Lorca se formó con el pintor chileno Sergio Montero Van Rysselberghe. Luego, 2002, se inscribió en Licenciatura en Arte, en la Pontificia Universidad Católica de Chile,pero, sin títularse en 2006,en el 2007 para perfeccionar sus habilidades técnicas en Noruega,donde trabajó como aprendiz del artista noruego Odd Nerdrum, conocido por su dominio de la técnica pictórica tradicional y su fascinación por el claroscuro de Caravaggio y Rembrandt.

## Vida artística
A los 19 años, en 2003, la decoradora Paula Gutiérrez le encargó un mural de unos 40 metros para la Viña Tabalí de Ovalle. Se quedó cuatro meses en la viña trabajando en la pintura.
A su regreso de Noruega (2008), realizó un mural para el Casino Marina del Sol, en Concepción.
Su primera exposición individual, Debushka (2007), en la Galería Matthei, marcó el inicio de su carrera, a lo que siguió, en el año 2010 una exposición individual titulada La Vida Eterna en el Museo Nacional de Bellas Artes producida por Yael Rosenblut,y murales en espacios públicos como el metro de Santiago de Estación Baquedano donde se instalaron seis retratos. Lo mismo hizo en 2018 con Animales Nocturnos en el Centro Cultural Gabriela Mistral (GAM).Junto con participaciones en eventos internacionales como Art Spot Miami, además del Museo Venaria de Turín en Italia.
El reconocimiento global de su trabajo ha crecido exponencialmente con la llegada de las redes sociales, donde su estilo narrativo ha captado la atención de coleccionistas y curadores. En 2022 presentó Esplendor en la noche, su primera exposición individual en Europa, en el MOCO Museum de Barcelona, comisionada por Simon de Pury. La muestra incluyó seis piezas monumentales, dos de ellas con tecnología de realidad aumentada, integrando así la tradición pictórica con innovaciones digitales.

### Estilo
Lorca trabaja integrando óleo, fotografía y edición digital para crear un universo propio que dialoga con la tradición artística mientras proyecta una atmósfera inquietante. La combinación de sus habilidades como pintor con la creación de su propio universo onírico.

### Editorial
Las pinturas de Guillermo Lorca han sido utilizadas en portadas de novelas. Su pintura La Cama Inglesa (2021) fue seleccionada para la novela Un lugar soleado para gente sombría, de la escritora Mariana Enriquezy su pintura El Gran Oso fue elegida para la novela Extrañas del escritor Guillermo Arriaga

### Obras (selección)
- La toma de posesión (2010).
- Laura and the Dogs (2012).
- Eternal Life (2013).
- The Landing (2019).
- The English Bed (2021).
- The Kiss of Artemis (2024).
- The Room of the Boy (2024).

### Actuación
Ha incursionado en el cine, como actor de la película El verano de los peces voladores (2013), de Marcela Said.